# La Conquista del Estado
La Conquista del Estado va ser un setmanari polític espanyol fundat el 14 de març de 1931 (un mes abans de la proclamació de la Segona República Espanyola) per l'escriptor Ramiro Ledesma Ramos. Van sortir a la llum 23 números, sent l'últim d'ells el 24 d'octubre de 1931.

## Objectius polítics
De caràcter feixista, estava inspirat en la publicació homònima italiana de Curzio Malaparte (La Conquista dello Stato) i pretenia convertir-se en l'embrió del feixisme espanyol des d'un punt de vista teòric.
En el seu primer número va publicar un manifest les idees primordials eren: supremacia de l'Estat, afirmació nacional, articulació comarcal d'Espanya i estructura sindical de l'economia (nacionalsindicalisme). El periòdic va redactar a més 17 punts bàsics, que destacaven els seus objectius primordials.

### Revolució Nacional i Social
Declaradament partidària d'un socialisme de tipus nacionalista, en tots els nombres del setmanari es posa l'accent en la idea de revolució, que s'enfronti tant al marxisme com al capitalisme, enfocant-se en l'anomenada tercera via i fent contínues lloes tant a la Itàlia feixista com al Partit Nacional Socialista dels Treballadors Alemanys d'Adolf Hitler, que arribaria dos anys més tard al poder. També va ser molt combatiu amb el separatisme, especialment amb el català, al que va dedicar diversos articles de clara oposició al mateix.
Al seu voltant va intentar reclutar als descontentaments d'alguns moviments revolucionaris proletaris, fonamentalment de membres de la CNT, assistint al Congrés Extraordinari de 1931 de l'organització anarcosindicalista i donant suport a la Vaga de la Telefònica convocada per aquests.

## Fi del setmanari i fundació de les JONS
Després de sofrir moltes penúries de caràcter econòmic, per la censura establerta en la Llei de Defensa de la República (1931), va anunciar a l'octubre el final de la seva marxa, encara que feia oficial la formació d'una nova organització política i un nou setmanari amb el mateix nom, Juntas de Ofensiva Nacional Sindicalista (JONS), que es convertirà en el primer partit feixista existent a Espanya.